# Cattolica Eraclea
Cattolica Eraclea – miejscowość i gmina we Włoszech, w regionie Sycylia, w prowincji Agrigento.
Według danych na styczeń 2010 gminę zamieszkiwało 4090 osób przy gęstości zaludnienia 65,8 os./1 km².

## Linki zewnętrzne

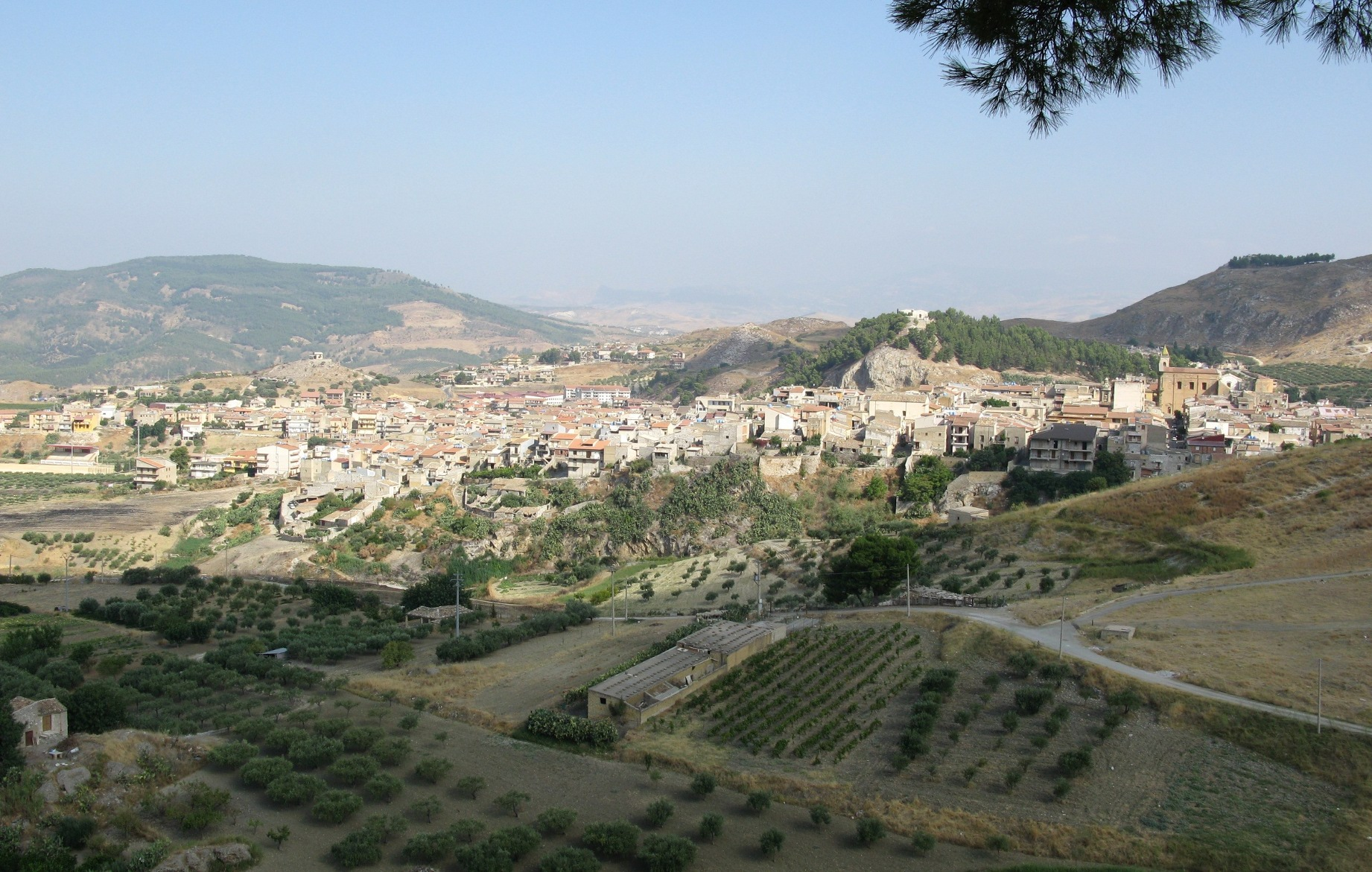
Cattolica Eraclea